# Institution Saint-Julien (Angers)
 (juillet 2014).
Si vous disposez d'ouvrages ou d'articles de référence ou si vous connaissez des sites web de qualité traitant du thème abordé ici, merci de compléter l'article en donnant les références utiles à sa vérifiabilité et en les liant à la section « Notes et références ».
L'Institution Saint-Julien était un établissement d'enseignement privé catholique situé à Saint-Sylvain-d'Anjou. Il a été intégré en 2011 à l'établissement Saint-Aubin La Salle.

## Histoire

### L'internat
En 1798, un pensionnat Saint-Julien est établi dans les locaux du chapitre de l’église Saint-Jean-Baptiste-Saint-Julien, sur l’emplacement occupé maintenant par la Galerie du Palace.
En 1861, il est tenu par les Frères de Nancy, l’établissement s’agrandit en bordure de l’actuelle rue Saint-Julien, avant d’être repris, au début du XXe siècle, par le diocèse d'Angers qui le déménagea rue Chevreul, dans la maison des Oratoriens. Ce bâtiment, toujours debout dans l’enceinte de l’actuel collège, était en fait l’hôtel de Lancreau où, suivant la tradition, furent reçus les rois Henri IV et Louis XIII. L’enseignement de Saint-Julien se spécialisait dans ce qu’on appelait alors les « études modernes », à base de spécialités techniques et professionnelles et, pour le baccalauréat, de mathématiques et de sciences.
En 1951, les locaux, vite insuffisants - l’institution restait un internat - furent complétés par des annexes, en particulier une construction, à l’angle de la rue du Mail.

### L'externat
L’externat Saint-Maurille n’était né qu’en 1871-72, sur une initiative de Mgr Freppel et de l’abbé Gardais. Etabli d’abord dans l’ancien hôtel de Viloutreys, à proximité de la rue Saint-Maurille, l’Externat s’installa, en 1884, là où sont les locaux actuels du lycée. Cet emplacement avait été, jusqu’en 1792, la propriété du « collège » des chanoines de l’église Saint-Martin. Ce lieu s’appelait donc « cloîtres Saint-Martin » : c’étaient surtout des jardins, établis sur l’ancien cimetière, bordés par les anciens remparts et dominés par l’imposant monument de la collégiale. Le seul bâtiment de ces temps lointains se voit encore à droite de l’impasse quand on pénètre dans le lycée : depuis 2002, une partie du CDI s’y abrite sous son antique toiture. De vastes locaux furent exécutés en 1893, qui donnèrent aux locaux une grande partie de leur configuration actuelle et le chanoine Pinier, qui était le « Supérieur » - c’est-à-dire le directeur - de l’établissement, acheta l’église, pour compléter l’enclos, peu après 1902. L’enseignement de Saint-Maurille, à la différence de celui de Saint-Julien, se voulait réservé aux études dites « classiques », autrement dit, le latin et le grec y régnaient en maîtres. Malgré son appellation d’externat, l’établissement accueillait des internes, logés rue Hanneloup, dans un bâtiment de la paroisse Saint-Joseph. 
Bien ancrés dans leur « différence », « Saint-Julien » et « l’Externat » fonctionnèrent ainsi séparément jusqu’à ce que Mgr Chappoulie décidât, en 1956, de leur fusion qui devint effective à la rentrée de 1956. Dans cette réorganisation, tous les élèves du primaire et des classes de 6e et 5e (et de 4e jusqu’en 1961) étaient dans les locaux de Saint-Julien, tandis que les autres occupaient ceux de Saint-Maurille, qu’on commença à appeler « Cours Saint-Martin ». Toutefois, les sections techniques et professionnelles de Saint-Julien furent alors transférées dans la propriété de la Baronnerie, récemment acquise à Saint-Sylvain d’Anjou, et confiées aux Frères des écoles chrétiennes, déjà responsables de l’école Saint-Maurice. Les Angevins n’eurent pas longtemps à parler de « l’Institution Saint-Maurille-Saint-Julien » : à la rentrée de 1961, sur décision de Mgr Veuillot, l’établissement entier prenait le nom de la vieille église dont restait la propriétaire et naquit alors vraiment « l’Institution Saint-Martin », partagée en « Petit Collège », rue Chevreul, et « Grand Collège », cloîtres Saint-Martin. Précisons que les deux sites continuaient d’accueillir des internes. 
Le premier Supérieur fut l’abbé Paul Simon, un des grands noms de l’astrophysique française, qui quittait son observatoire de Nançay. Il était aidé de Louis de la Bouillerie, puis de Charles Guénau. Ce dernier prit la direction générale en 1964 et la conserva jusqu’en 1980. Jean Robert, professeur de philosophie, fut ensuite le premier directeur laïc. Saint-Martin avait alors cessé d’être un internat, depuis 1974, mais il restait à prendre une autre décision importante : à la rentrée 1981 apparaissaient sur la cour les premières filles, au nombre de seize. 
L’abbé François Brémond, directeur de 1983 à 1990, organisa le transfert définitif des classes de 4e et de 3e dans les locaux, agrandis, de la rue Chevreul en 1989-90. Tout était prêt pour que l’on puisse désormais parler du « collège » et du « lycée » Saint-Martin. Cette coupure administrative fut rendue officielle, à la rentrée 1990, sous la direction de Michel Moinard (1990-1999), à qui a succédé Bernard Nicou. De 1993 à 2017, le collège a été dirigé par Alain Bizon qui a remplacé Mme Jacquemot (1990-1993). Le directeur actuel est M.Roseray également directeur du lycée. Il se fait aider par son adjoint, M.Lahaie (lui fait uniquement partie du collège).
En 1961, Monseigneur Veuillot décide le regroupement de l’Externat Saint Maurille et de l’Institution Saint Julien en une Institution unique "Saint Martin". L’Institution Saint Martin comprend en 2007, une école maternelle/élémentaire et un collège rue Chevreul ainsi qu'un lycée général au cloître Saint Martin (600 élèves).
En 1986, l’Association propriétaire de l’établissement scolaire, dans l’incapacité de financer la remise en état de l'Église Saint-Martin d'Angers, l’a vendu au département de Maine-et-Loire moyennant un franc symbolique.
En 1993, le lycée Saint-Martin a ouvert des classes préparatoires aux grandes écoles scientifiques, actuellement implantées dans les locaux de La Baronnerie, à l’intérieur d’une structure spécifique, le Centre Charles de Foucaud.

### Liste des directeurs
| Directeurs de l'Institution Saint-Julien | Directeurs de l'Institution Saint-Julien | Directeurs de l'Institution Saint-Julien | Directeurs de l'Institution Saint-Julien                                                                           |
| Identité                                 | Période \| Action                        | Période \| Action                        | Période \| Action                                                                                                  |
| ---------------------------------------- | ---------------------------------------- | ---------------------------------------- | --- |
| Frère Tricault                           | 1959                                     | 1957                                     | ancien directeur de Saint-Maurice, il assure le difficile transfert                                                |
| Chanoine Pasquier                        | 1957                                     | 1950                                     | Construction d'un bâtiment rue Chevreul, achat du terrain La Baronnerie, création de l'école Sainte-Marie à Cholet |
| Chanoine Brebion                         | 1950                                     | 1925                                     | Construction de nouveaux locaux rue de Chevreul et création d'ateliers bois et fer                                 |
| Chanoine Henri Mancais                   | 1925                                     | 1903                                     | Maintient, puis transfert de Saint-Julien, de la rue Saint-Julien à la rue de Chevreul                             |
| Frère Theodoret                          | 1903                                     | 1901                                     | Professeur et supérieur du pensionnat                                                                              |
| Frère Theotime                           | 1901                                     | 1879                                     | Professeur et supérieur du pensionnat                                                                              |
| Frère Symphorien                         | 1879                                     | 1877                                     | |
| Abbé Michel Vincelot et Frère Victorien  | 1877                                     | 1838                                     | Directeur légal |
| Abbé Lambert                             | 1838                                     | 1861                                     | Fondateur |
| Chanoine Saint-Pierre De Chalopin        | 1813                                     | 1810                                     | |
| Mathurin Papin                           | 1810                                     | 1796                                     | Professeur et supérieur du pensionnat                                                                              |